# Lobelia welwitschii
Lobelia welwitschii är en klockväxtart som beskrevs av Adolf Engler och Friedrich Ludwig Diels. Lobelia welwitschii ingår i släktet lobelior, och familjen klockväxter. Inga underarter finns listade i Catalogue of Life.